# Roland Swynbourne
Roland Swynbourne foi um padre e académico inglês no século XVI.
Swynbourne nasceu em Chopwell e estudou na Universidade. Ele formou-se BA em 1517; MA em 1520; e BD em 1545. Ele tornou-se Fellow de Clare Hall em 1530. Ele foi ordenado em 15 de Junho 1527 e realizou serviços em Little Shelford e Norte Stoneham. Ele foi duas vezes Master de Clare Hall, Cambridge: de 1539 a 1549, e de 1553 até à sua morte em 1557.